# Боевые действия на территории России во время вторжения на Украину
С 19 февраля 2022 года российские власти сообщали о падениях снарядов с Украины на территорию России, а затем — и о боях с разведывательно-диверсионными группами. Ряд таких сообщений был признан недостоверным расследовательской группой Bellingcat. США предупреждали, что Россия может использовать инсценированные нападения «под чужим флагом», чтобы создать предлог для начала военных действий и легитимизировать вторжение.
После начала полномасштабного российского вторжения на территорию Украины приграничные регионы России стали подвергаться ответным обстрелам. В октябре 2022 года количество обстрелов приграничных регионов выросло в пять раз по сравнению с летними месяцами, губернаторы сообщали об атаках иногда по несколько раз в день. Местные власти построили линии обороны, организовали «народные дружины», однако местных жителей больше волновало состояние убежищ и переселение из приграничных районов. При этом власти не спешили эвакуировать жителей, которые постоянно находятся под огнём. Если поначалу снаряды долетали лишь до небольших сёл возле границы, то постепенно всё чаще целями атак становились объекты за тысячи километров от границы. Частота «прилётов» продолжала расти: в феврале 2023 года сообщалось об обстрелах рекордные 74 раза, а всего с начала вторжения регионы (включая аннексированный Крым), по подсчётам «Новой газеты Европа», подверглись обстрелам не менее 480 раз. За первые 500 дней вторжения на Украину (к 8 июля 2023 года) более 260 российских населённых пунктов подверглись атакам (включая рейды) и обстрелам.
6 августа 2024 года вооружённые силы Украины перешли российско-украинскую границу и начали боевые действия в Курской области. 18 марта 2025 года вооружённые силы Украины перешли российско-украинскую границу и начали боевые действия в Белгородской области.

## Российские операции под фальшивым флагом до 24 февраля 2022
В начале февраля 2022 года США (которые накануне вторжения неоднократно публиковали разведданные о планах нападения России на Украину) сообщали о намерении российских властей сфабриковать свидетельства украинских атак на объекты, расположенные на территории России или русскоговорящих жителей оккупированного востока Украины для обоснования вторжения. Россия действительно попыталась осуществить серию операций под фальшивым флагом, что подтверждается материалами расследователей из Bellingcat.
Так, опубликованные ФСБ России «доказательства» якобы имевших место украинской атаки на российский погранпост на границе с ДНР (постройка в лесополосе с приставленным к ней российским флагом) и перехвата украинской диверсионной группы в районе н. п. Митякинская Ростовской области были сняты в одном и том же месте. Роль украинского БТР в постановке исполнил плохо перекрашенный БТР-70М, не стоящий на вооружении Украины. Ранее ФСБ также заявляла об обстреле Украиной гражданских объектов в Ростовской области.

### Последующие действия ФСБ
После неподтверждённых заявлений о диверсиях с украинской стороны до начала российского вторжения, ФСБ продолжила сообщать об этом и после 24 февраля, а также регулярно отчитывалась о задержании или убийстве людей, которые, по заявлениям силовиков, связаны с Украиной.
Также ФСБ заявляла о несостоявшихся покушениях на Владимира Соловьёва, Константина Малофеева, Маргариту Симоньян и Ксению Собчак по заданию СБУ.
Например, 23 ноября 2022 года, как сообщили российские федеральные СМИ, ФСБ ликвидировала трёх человек. По версии спецслужб, они готовились атаковать объекты энергетики в Воронеже. Журналисты выяснили, что убитые «украинские диверсанты» оказались страйкболистами из Воронежа — любителями ролевых игр по компьютерной игре S.T.A.L.K.E.R.
25 декабря 2022 года, как сообщила ФСБ, на границе с Брянской областью были убиты четверо человек. Были опубликованы видео с телами и названы имена, однако обстоятельства гибели остались неизвестными. Как выяснили журналисты, представленные имена принадлежат бойцам украинского добровольческого батальона «Братство». Этот батальон раньше не был известен как подразделение, которое участвует в операциях за линией фронта. Возглавлял его Дмитрий Корчинский.

## Взрывы
В 2022 году в России произошло рекордное количество взрывов, от них погибли 55 человек, ещё 10 647 человек пострадали. На взрывы из-за взрывоопасных предметов (бомба, ракета, мина, граната) пришлось 55 случаев из 83. Таким образом, рост количества взрывов напрямую связан с боевыми действиями.
Из-за того, что российские войска заминировали границу, к февралю 2023 года  ещё пострадали 15 мирных граждан, шесть из них погибли.

## Обстрелы
25 февраля 2022 года Украина нанесла ответный удар баллистической ракетой «Точка-У» по авиабазе Миллерово в Ростовской области. С начала полномасштабной войны приграничные Белгородская, Брянская, Курская, Ростовская, Воронежская области подвергались ответным обстрелам, атакам БПЛА на инфраструктурные объекты и т. д. Чаще всего под обстрел попадали приграничные сёла Белгородской и Курской областей, а также города Шебекино и Валуйки. Наиболее разрушительный обстрел произошёл 3 июля в Белгороде. После контрнаступления ВСУ в Харьковской области взрывы в Белгороде стали практически ежедневными. В сентябре, после одного из обстрелов, губернатор Гладков в прямом эфире заявил, что сирены не включают, так как это может вызвать панику, а предугадать атаку нельзя. Поэтому оповещение должно происходить по СМС, которое может дойти спустя 1,5 часа или не прийти вовсе.
За 11 месяцев, по подсчётам «Новой газеты Европа», подверглись обстрелам не меньше 350 раз. Частота обстрелов выросла в десять раз: если в марте до приграничных сёл долетали единицы снарядов, то начиная с осени губернаторы сообщают об атаках иногда по несколько раз в день. При этом власти не спешат эвакуировать жителей, которые постоянно находятся под огнём, а российские системы ПВО отражают только 20 % воздушных атак. Украина, в свою очередь, обычно не берёт ответственность за обстрелы российских территорий. Во многих случаях ВСУ обстреливают позиции военных. Иногда стреляют по энергетическим узлам в ответ на действия России. Сёла «попадают под раздачу», поскольку находятся поблизости. При каждом третьем обстреле снаряды задевают линии электропередач. В городах электроснабжение восстанавливают, как правило, быстро, однако в сёла, которые обстреливали регулярно, службы даже не выезжают. По заявлению белгородского губернатора, к концу ноября 2022 года уже потрачено 13 миллиардов рублей на расходы, связанные с войной (выплаты раненым и восстановительные работы) — это 8 % от всех расходов бюджета за год. Причём к восстановлению большей части разрушенных объектов службы ещё не приступали. К ноябрю свои дома в Белгородской области покинули 3487 человек.
В марте 2023 года российские регионы и Крым обстреливались в среднем по два раза в сутки, а рекорд по количеству «прилётов» был зафиксирован в феврале. Всего на три месяца 2023 года пришлось 40 % воздушных атак за все время. По сравнению с началом войны, частота обстрелов выросла в 10-15 раз. Приграничные регионы, куда долетают артиллерийские и миномётные снаряды, подвергаются атакам ежедневно: Белгородскую, Курскую и Брянскую область с начала войны бомбили более 400 раз. Пострадали как минимум 1264 гражданских объекта, а также 173 объекта инфраструктуры — в основном, электросети.
После приграничных рейдов в мае 2023 года частота обстрелов выросла. Следующими заметными событиями стали Взрыв в Таганроге 28 июля 2023 года и Обстрел Белгорода 30 декабря 2023 года.

## Сухопутные атаки
Театром военных действий на территории России стали Брянская, Курская и Белгородская области.
В 2023 году Русский добровольческий корпус (РДК) провёл рейды в приграничные населённые пункты Брянской и Белгородской областей.
С 12 по 21 марта 2024 года Легион «Свобода России» (ЛСР), РДК и Сибирский батальон провели рейд в Белгородской и Курской областях.
6 августа 2024 года вооружённые силы Украины перешли российско-украинскую границу и начали боевые действия в Курской области.
По оценкам Южной Кореи и США, в из КНДР в Курскую область были переброшены от 8 до 12 тысяч военных для участия в войне против Украины. Западные дипломаты считают, что президент РФ хочет вернуть под свой контроль Курскую область до инаугурации Дональда Трампа 20 января 2025 года. Такой шаг позволит Москве выйти на переговоры с более сильной позицией.
18 марта 2025 года вооружённые силы Украины перешли российско-украинскую границу и начали боевые действия в Белгородской области.

## Диверсии и атаки в российском тылу
К концу августа 2023 года как минимум 24 самолёта уничтожено или повреждено в российском тылу и Беларуси. Было совершено не менее девяти успешных атак на авиабазы. Первая атака состоялась уже на второй день вторжения — 25 февраля. На военном аэродроме Миллерово в Ростовской области сгорел один самолёт. Разные источники писали, что удар был нанесён беспилотником или ракетой «Точка-У».
1 апреля 2022 года два украинских Ми-24 вошли на низкой высоте в воздушное пространство России и нанесли ракетный удар по нефтебазе «Роснефти» в Белгороде. МЧС сообщило о возгорании восьми резервуаров с топливом, на тушение которых были направлены 200 пожарных.
Впервые взрыв на Крымском мосту произошёл в октябре 2022 года, затем в июле 2023 года.
Обнаружение БПЛА и диверсии происходили в разных регионах на военных аэродромах и нефтебазах. Это случалось в Калужской, Псковской, Орловской областях. После появления сообщений о подготовке к новому ракетному удару по Украине утром 5 декабря 2022 года сразу на двух российских военных аэродромах произошли взрывы — на военном аэродроме «Энгельс-2» под Саратовом и авиабазе Дягилево под Рязанью. На следующей день в районе аэродрома Курска после атаки беспилотника загорелся нефтенакопитель.
Впервые беспилотники долетели до Москвы в ночь на 3 мая и сразу же ударили по Кремлю. Власти Украины отрицали свою причастность к этой атаке. Боевые беспилотники долетали до Подмосковья и раньше. 28 февраля 2023 года БПЛА нашли в деревне Губастово в Коломенском районе. Спустя два месяца — 23 и 24 апреля дроны со взрывчаткой упали недалеко от Ногинска и в Павло-Посадском городском округе. За три месяца — с 3 мая по 1 августа — Москву и Подмосковье атаковали минимум 28 беспилотников. Атаки 12 из них привели к ущербу. Самая массовая атака дронов произошла 30 мая 2023 года. Были атакованы Москва и Рублёвка. Часть беспилотников была сбита при подлёте, но как минимум три нанесли повреждения жилым домам. В ночь на 30 июля была совершена первая атака БПЛА в деловом квартале Москва-Сити.
4 августа 2023 года произошла атака морских дронов на Черноморский флот РФ в Новороссийске. Минобороны РФ заявило об успешном отражении атаки, однако в интернете быстро появились видео с повреждённым российским десантным кораблём.
С мая по август 2023 года как минимум 918 дронов долетели до 17 регионов России и совершили 543 атаки. В августе успешных атак стало значительно больше. 19, 21 и 30 августа произошли удары по аэродромам в Новгородской, Калужской и Псковской областях и оборонному заводу микроэлектроники в Брянске. В итоге были уничтожены два бомбардировщика Ту-22М, повреждены четыре транспортных Ил-76 и ещё один неназванный самолёт.
Начиная с января 2024 года Украина запустила волну дальних ударов по российским нефтеперерабатывающим предприятиям, а затем и по оружейным арсеналам. 14 августа 2024 года была совершена одна из самых массированных атак БПЛА по территории России — 117 единиц. Из них 11 беспилотников ударили по аэродрому Саваслейка в Нижегородской области, что стало самой массированной атакой с начала боевых действий. В ночь с 17 на 18 сентября 2024 года расположенный неподалеку от города Торопец крупный склад боеприпасов был атакован дронами. Произошла детонация боеприпасов, возник пожар. В городе и соседних сёлах во многих домах выбило стекла. Согласно снимкам со спутников, пожар распространился на всю территорию склада — около 5 км². Было зафиксировано как минимум 17 сейсмических толчков, самый мощный магнитудой 2,5.
В ноябре 2024 года Украина получила разрешение наносить удары дальнобойными ракетами по территории России. 19 ноября ВСУ нанесли первый удар баллистическими ракетами ATACMS. 20 ноября Bloomberg сообщило о первом применении британских ракет Storm Shadow для ударов по Курской области. Данную информацию подтвердили российские военкоры.

## Происшествия
По мнению журналистов Русской службы Би-би-си, «сложно не связать» катастрофу в Иркутске с российским вторжением на Украину, так как во время боевых действий нагрузка на военную авиацию резко возрастает. До этого 17 октября в Ейске самолёт рухнул на девятиэтажный жилой дом и на земле погибли 15 человек. Крушение Су-34 в Ейске стало как минимум десятой небоевой потерей в российской военной авиации с начала вторжения. К началу декабря 2022 года 12 военных самолётов потерпели крушение, из них 7 — за три осенних месяца. Западные эксперты, например, аналитик RAND Corporation Майкл Бонерт, начали предполагать, что такое количество крушений может говорить о какой-то фундаментальной причине, и эта причина — санкции. Полковник авиации в отставке Виктор Алкснис считает, что санкции к этим происшествиям никакого отношения не имеют, так как почти вся российская военная авиация — это самолёты советского производства. И речь идёт о «лётных происшествиях», которые происходят так же, как и автомобильные аварии.
20 апреля 2023 года в Белгороде произошёл взрыв в результате «нештатного схода авиационного боеприпаса» с российского истребителя-бомбардировщика Су-34.

## Действия российских властей

### Меры в приграничных областях
В самом начале полномасштабной войны люди ещё могли ходить между российскими и украинскими приграничными населёнными пунктами, но потом переход закрыли.
Губернаторы Белгородской и Курской областей заявили, что в районах, находящихся в приграничной зоне, будут временно закрыты школы и детские сады, а 1 сентября дети будут вынуждены будут пойти в учреждения в других районах или будут переведены на дистанционное обучение. После участившихся обстрелов в Белгородской области досрочно объявили осенние каникулы в школах и продлили их на две недели вместо одной, а с октября началось отселение некоторых жителей приграничных районов в другие регионы. В январе 2023 года в Брянской области администрация поручила осмотреть как минимум шесть местных школ для подготовки размещения в них военнослужащих «в случае чрезвычайной ситуации».
Так же в октябре стало известно о строительстве оборонительных укреплений в Белгородской области. Укрепления появились и в Курской области. Кроме этого, администрация Курской области призвала глав районов готовить окопы в сёлах в качестве элементарных укрытий на случай обстрелов. Опрошенные «Важными историями» военные назвали линии обороны и расставленные противотанковые сооружения «показухой», которая пока не несёт никакого практического смысла.
В Белгородской области «представитель Пригожина» и губернатор Вячеслав Гладков заявляли о создании теробороны из добровольцев. Жители приграничных районов Брянской области проходят обучение в военно-патриотических организациях. В Курской области объявили о формировании отрядов для патрулирования территории.
В апреле 2023 года стало известно, что в Белгородской области началось возведение блокпостов на въездах из Курской области.
В августе 2023 года власти Белгородской области выдали боевое оружие членам семи-восьми отрядов местной теробороны: противодроновые ружья, автоматы. Также им были переданы автомобили УАЗ. Кремль назвал это необходимыми мерами в связи со сложившейся обстановкой в регионе. Губернатор Курской области Роман Старовойт в свою очередь сообщил о том, что и в его регионе отрядам теробороны будет выдано оружие. Ранее Госдума РФ разрешила местным властям создавать унитарные специализированные предприятия, вооружённые стрелковым оружием, для помощи силовым структурам в охране госграницы, борьбе с НВФ и диверсионно-разведывательными формированиями других стран.

### Эвакуация
После первых приграничных обстрелов пункты временного размещения (ПВР) открылись на базе нескольких гостиниц в Белгороде. По данным на март 2023 года, в Белгородской области работало 17 ПВР, к июню, когда случились массовые обстрелы Шебекино, их стало 47. Всего пунктов, где проживали беженцы с Украины и переселенцы, по официальной информации на начало 2023 года, не менее 897.

### Подготовка укрытий
Подготовка укрытий на случай обстрелов началась в России ещё весной. Так, секретарь Совета безопасности Николай Патрушев 27 апреля поручил регионам юга повсеместно «привести защитные сооружения гражданской обороны в надлежащее состояние» и обеспечить функционирование системы экстренного оповещения при угрозе чрезвычайной ситуации. Вместе с тем, проведённый «Агентством» анализ госзакупок говорит о том, что в 2022 году на ремонт убежищ потратили меньше, чем в 2021 году. Траты на восстановление не выросли даже после череды поражений в Украине. Зачастую чиновники не раскрывают адреса ближайших убежищ, ссылаясь на секретность.
Чиновники стали рапортовать о том, как восстанавливают укрытия. После решения, принятого 11 октября на совещании в мэрии Москвы появилось распоряжение о проверке всех укрытий, подвальные помещения стали освобождать «к приёму укрываемых» в жилых домах, школах и детских садах. Московские больницы должны оборудовать операционные в расположенных при них бомбоубежищах по распоряжению Депздрава Москвы. Мэр Москвы после введения военного положения опосредованно сообщил, что задачи по обеспечению гражданской обороны будут решаться городскими службами в рабочем режиме. Власти Москвы заказали новые таблички для бомбоубежищ, хотя раньше их никогда не обновляли. Жителям близких к Москве регионов рекомендовали собрать «тревожный чемоданчик». Правительство Санкт-Петербурга назвало районы города, куда будут эвакуировать население в случае ЧС. Это семь окраинных районов, расположенные за предполагаемыми пределами воздействия поражающих факторов.
На фоне всё новых сообщений о подготовке объектов гражданской обороны в разных городах нет никаких официальных данных сколько их и где искать. Так как эту информацию засекретили ещё с момента принятия закона «о государственной тайне» в 1990-х годах и потому препятствуют тем, кто хочет узнать её официальным путём, при этом бомбоубежища законно свободно сдаются в аренду. В реальности большинство городов не готово к потенциальной бомбардировке. К январю 2023 года интерактивную карту укрытий опубликовала администрация Орловской области.
Известные убежища и подвалы остаются закрытыми постоянно.

### Ввод военного положения
С апреля 2022 года в Белгородской, Брянской, Курской областях, некоторых районах Воронежской области и в Крыму действует высокий, «жёлтый» уровень террористической опасности. В Краснодарском крае повышенный уровень террористической опасности действовал с 11 по 26 апреля 2022 года.
С 19 октября в приграничных с Украиной регионах — Брянской, Курской, Белгородской, Воронежской, Ростовской областях, Краснодарском крае, а также в аннексированных Крыму и Севастополе был введён режим «среднего уровеня реагирования» (что является применением 6 из 19 пунктов военного положения), в остальных регионах Центрального и Южного федеральных округов — «уровень повышенной готовности» (4 из 19 пунктов), а в остальных субъектах РФ — «уровень базовой готовности» (2 из 19 пунктов).

### ПВО в Москве
В декабре 2022 и январе 2023 года в Москве на крышах зданий появились комплексы ПВО. Bloomberg со ссылкой на российского чиновника написал, что власти хотят улучшить систему ПВО Москвы, так как опасаются украинских беспилотников после ударов по военным аэродромам в Рязани и Энгельсе. Военный аналитик Ян Матвеев считает, что «судя по всему, это показуха. Возможно, представление лично для Путина». В Институте изучения войны предположили, что установка комплексов ПВО может быть информационной операцией. 21 января Минобороны заявило о проведённой тренировке по использованию ПВО в Подмосковье. Комплексы ПВО были также замечены возле резиденций Путина.
С января 2023 года сразу в нескольких районах Москвы начались активные вырубки леса. Как узнал The Insider, площадки готовят для нужд Минобороны, в частности, установки ПВО. В Лосином острове и на опытных полях Тимирязевской сельхозакадемии уже развернули зенитно-ракетные комплексы С-400. В районе Печатники вырубили около 100 гектаров леса в охранной зоне музея-заповедника Коломенское.
4 июля, после очередной атаки беспилотников на Подмосковье и Новую Москву (тогда властям пришлось на три часа ограничить работу аэропорта Внуково) правительство Москвы выделило НПО «Алмаз» грант "на совершенствование средств обнаружения маловысотных целей, в том числе беспилотных летательных аппаратов.
С 1 августа из-за рисков, возникших в связи с участившимися атаками дронов, авиакомпания «Туркменистан» объявила об остановке полётов в Москву. Рейсы перенаправили в Казань.

## Реакция и освещение в СМИ
Зарубежные журналисты предполагали, что Украина может быть причастна не только к атакам в приграничных регионах, но и к инцидентам в глубоком тылу: пожарах в НИИ-2 Министерства обороны РФ в Твери и на Дмитриевском химическом заводе в Кинешме 21 апреля 2022 года, взрыву на Пермском пороховом заводе 1 мая 2022 года и десятку пожаров в Москве и других городах и т. д.
По неподтверждённым сообщениям некоторых СМИ, на оккупированных территориях Украины и в глубоком тылу России действуют партизанские отряды украинского спецназа.
Как отмечала «Новая газета. Европа», причина обстрелов населённых пунктов вблизи границы — размещение российской военной техники непосредственно в жилых кварталах. «Медуза» и «7×7» в майском репортаже из Белгорода рассказывали, что если первое время белгородцы старались не замечать обстрелы, то к середине мая многие начали бояться войны и думать о временном переезде в более безопасное место. Но из-за ещё большего страха неопределённости многие из них, в том числе жители приграничных сёл, не готовы перебраться подальше от мест, где регулярно падают снаряды. Многих шебекинцев раздражают заявления властей после обстрелов, что у них «всё под контролем».
Эвакуировать людей выборочно из-за обстрелов начали с конца марта. Эвакуация с самого начала обернулась для жителей проблемами. Пункты временного размещения, которые открыли в Белгородской области ещё в феврале для беженцев из Украины, теперь принимают и россиян. К 17 октября из приграничных районов Белгородской области эвакуировали 3487 человек. «Временных переселенцев» из Белгородской области, как их называют чиновники, разместили в Московской области: на данный момент 370 человек. При этом меры поддержки не предусмотрены для людей, которые не попали в списки на переселение, а сами приняли решение уехать от обстрелов. Вопросы жителей: «что ещё должно произойти, чтобы их приравняли к жителям ЛДНР и Херсона?» остаются без ответа.
Журналист BBC, посетивший Белгород в июле, обратил внимание, что многие местные жители не видят связи между своей собственной небезопасностью и действиями России. Одну причину этого он увидел в пропаганде, которая демонизирует украинцев, другую — в неготовности принять, что именно их страна является агрессором.
В Белгороде теперь хлопками называют те взрывы, которые не оставляют больших последствий на земле, так был придан смысл официальному новоязу, а губернатор Гладков получил прозвище «Хлопков».
По задокументированных данным The Gardian, психологическое воздействие атак украинских беспилотников на россиян оказалось «сомнительным». Их отношение к боевым действиям на Украине изменилось незначительно. Неофициальные же свидетельства специалистов и журналистов показывают, что жители РФ просто решили игнорировать эти нападения. Это касается и обитателей «Москва-Сити», делового центра, подвергавшегося атакам БПЛА, и чиновников аэропорта Внуково, где во время нападений беспилотников прерывают авиасообщение. По мнению Сэмюэла Бендетта, эксперта по военным беспилотникам Центра военно-морского анализа, на данный момент российское общество не собирается менять свое отношение к Украине, несмотря на то, что Киев доказал, что может наносить удары по Москве.

### Реакция на Украине

Один из вариантов флага вымышленной Белгородской Народной Республики

Украинские власти давали обтекаемые или ироничные ответы, не подтверждая, но и не всегда отрицая проведения операций за линией фронта. Президент Украины в начале апреля 2022 года в интервью не стал отвечать на вопрос, атакует ли Украина приграничные территории РФ, отметив, что не обсуждает свои приказы как главнокомандующего. По мнению российского военного эксперта Юрия Фёдорова, ответные удары ВСУ по нефтебазам, военным складам и местам базирования военной техники несильно, но ограничивают возможности российской армии на Украине.
7 сентября 2022 года руководство Вооружённых сил Украины впервые на высшем уровне сообщило о своей причастности к атаке на аэродром «Саки» в Крыму 9 августа, заявив о ракетном ударе по объекту.
Советник главы офиса президента Михаил Подоляк в интервью The Guardian сообщил, что прогнозирует атаки, подобные взрыву на крымской авиабазе, и что Киев рассматривает Крымский мост как законную военную цель.
Инциденты вызвали волну обсуждений и мемов в украинских интернет-сообществах. В частности, приобрели популярность мемы о причастности к ним украинского блогера и активиста Сергея Стерненко и о вымышленной Белгородской Народной Республике (что является иронией по отношению к ЛНР и ДНР), которая якобы страдает от гнёта из-за постоянных обстрелов русскими. Особую популярность приобрел «мем о бавовне», что обозначает странные взрывы на территории России или на оккупированных территориях. Впоследствии начали появляться даже иронические выражения, такие как «угостить хло́пком», являющиеся эвфемизмом для преднамеренного подрыва чего-нибудь.

## Последствия
Россия в 2022-2023 годах с помощью бомбардировок и ракетных ударов пыталось разрушить гражданскую инфраструктуру Украины, оставляя людей без горячей воды, отопления и канализации. Между тем в самой России зимой 2023-2024 годов новости об авариях теплосетей поступали почти каждый день из разных регионов. Из-за износа труб, которые десятилетиями никто не менял, люди остаются без тепла и канализации, а иногда и гибнут. 4 триллиона рублей нужно для замены ветхих сетей ЖКХ, при этом на войну потрачено более 6 триллионов. В ближайшие годы россиян ждёт стремительное увеличение числа аварий и рост тарифов.
Из-за того, что врачей привлекли к войне, возник дефицит кадров. Российским врачам разрешили пройти курс переподготовки и за несколько месяцев стать анестезиологами-реаниматологами, хирургами или ортопедами (раньше это было невозможно). Нехватку кадров в поликлиниках закрывают врачами-стажерами.

### Экологические
Вред природе наносится несколькими способами: напрямую — снарядами и рытьём окопов; ослаблением природоохранного законодательства — якобы для нужд, на деле — часто в коммерческих интересах; и борьбой с независимыми экологами. Если на Украине сбор и предъявление миру хоть каких-то данных — это государственная политика, то в России власти не считают экологические воздействия приоритетными. Минобороны хочет иметь возможность строить полигоны, хранить боеприпасы и проводить учения в любой точке заповедного острова Врангеля. Если разрешение будет получено, это приведёт к негативным последствиям для белых медведей и других животных.
Перенос загрязнителей воздуха из зоны боёв в Россию может оказаться даже более значимым, чем загрязнения от спорадических обстрелов российских объектов. Большие опасения вызывают разрушения объектов инфраструктуры — например, нефтехранилищ.
Эколог Евгений Симонов считает, что произойдёт перераспределение в долях экспорта ресурсов, так как в условиях санкций значительная их часть станет менее прибыльной. Соответственно, потребуются новые: менее охраняемые леса и виды животных. Потребуется освоение территорий под внутренний туризм, ведь выезд за границу затруднён, а тенденция развивать туризм в заповедниках началась ещё раньше.
В ноябре 2022 года на юге России зафиксирована гибель тысячи животных и птиц от отравления ядохимикатами на полях. Оказалось, что аграрии перешли на запрещённые технологии и вещества. Власти открыто дают понять, что не намерены их за это серьёзно наказывать.